# Estación de Taveiro
La estación ferroviaria de Taveiro, más conocida como estación de Taveiro, es una plataforma de la línea del Norte, que sirve a la parroquia de Taveiro, en el distrito de Coímbra, en Portugal.

## Descripción

### Localización y accesos
Esta plataforma se encuentra junto a la localidad de Taveiro, teniendo acceso por la calle José Adelino da Silva.

### Vías y plataformas
Presentaba, en enero de 2011, dos vías de circulación, con 1.230 y 1.277 metros de longitud, y dos plataformas, con 114 y 171 metros de extensión y 35 centímetros de altura.

## Historia

### Inauguración
La línea llegó a Taveiro, venida de Estarreja, el 10 de abril de 1864, habiéndose abierto el tramo entre Taveiro y Soure el 7 de julio del mismo año.

### SigloXX
En 1903, la Compañía Real de los Caminhos de Ferro Portugueses ordenó que fuesen instalados, en esta plataforma, semáforos del sistema Barbosa.

### SigloXXI
En enero de 2011, estaba prevista la ejecución de obras de conservación de las catenarias en el interior de esta estación, entre el primer y cuarto trimestres de 2012.